# いちじまえ
いちじまえは、青森テレビ（ATV）で2005年3月28日から2006年3月31日まで、月曜 - 金曜の12時55分から放送された5分間のミニ番組である。

## 概要
放送内容は、前半部分は青森県内の天気予報で後半部分は曜日別の内容となっていた。
2006年4月から、この番組の前に放送しているTBSの「きょう発プラス!」（2006年9月終了）が13:00までの放送時間拡大に伴い、番組終了となった。
「ATVニュース」や「ATVニュースロータリー」でも使われているスタジオセットを使用して放送した。

## 曜日別の内容
- 月曜・火曜：「青森あの時」
青森県内の過去の出来事を、ATVのニュース映像ライブラリーから紹介する。
- 水曜・木曜：「番宣」
今晩あるいは明晩のおすすめ番組を紹介。
- 金曜：「週末イベント情報」

## 担当アナウンサー
※ シフト勤務での担当。放送期間の後半は安藤・駒井・広川の2005年入社組が主に担当。
- 田中栄子
- 横田光幸（第2回目の担当）
- 竹内夕己美（初回担当）
- 中村藍
- 安藤あや菜（最終回の担当）
- 駒井亜由美
- 広川明美

## 補足
かつてこの時間枠ではTBS発JNN系の『お天気ネットワーク』が放送されていた。さらに遡ると、開局時（1969年）から1975年3月まで、この枠は「ATVニュース」としてローカルニュースが放送されていた。なお、2009年4月3日から2010年9月24日まで毎週金曜日に『えなりかずき!そらナビ』が放送されていた為、同枠での天気番組が事実上復活した形となっている。
| 青森テレビ 平日12:55枠                         | 青森テレビ 平日12:55枠 | 青森テレビ 平日12:55枠                      |
| 前番組                                         | 番組名                 | 次番組                                      |
| ---------------------------------------------- | ---------------------- | ------------------------------------------- |
| （特）情報とってもインサイト （12:00 - 13:00） | いちじまえ             | きょう発プラス! （11:30 - 13:00） - 5分拡大 |